# Orgirdany
Orgirdany (lit. Algirdėnai) – wieś na Litwie, w okręgu wileńskim, w rejonie święciańskim, w gminie Maguny.

## Historia
W czasach zaborów wieś rządowa w gminie Bystrzyca, w powiecie święciańskim, w guberni wileńskiej Imperium Rosyjskiego. W 1866 liczyła 56 mieszkańców (2 Żydów) w 4 domach. W 1905 roku liczyła 63 mieszkańców.
W dwudziestoleciu międzywojennym wieś a następnie kolonia leżała w Polsce, w województwie wileńskim, w powiecie święciańskim, w gminie Kiemieliszki.
W 1931 w 11 domach zamieszkiwało 61 osób.
Miejscowość należała do parafii rzymskokatolickiej w Korkożyszkach. Podlegała pod Sąd Grodzki w Święcianach i Okręgowy w Wilnie; właściwy urząd pocztowy mieścił się w Podbrodziu.
Od 1945 roku w Litewskiej Socjalistycznej Republice Radzieckiej.
Od 1990 na niepodległej Litwie.